# Seille (Saône)
A Seille folyó Franciaország keleti részén, nagyrészt Burgundia-Franche-Comté régióban. A Saône bal oldali mellékfolyója.

## Ismertetése
Jura megye Ladoye-sur-Seille községénél ered 385 m magasságban. Kezdetben nyugat, majd délnyugat felé folyik és La Truchère-nél (Saône-et-Loire megye) ömlik a Saône-ba. Hossza: 100,5 km, vízgyűjtő területe: 2620 km².
Louhans-tól a torkolatig a folyón négy zsilipet alakítottak ki, így ez a szakasz (39 km) hajózható.
A folyón 13 híd épült, közülük az egyik Louhans-nál 1785-ben; ezt 1944-ben lebombázták, de a háború után újjáépítették. A 19. század végén két vasúti hídja is készült: az egyik a Dijon–Modane közötti fontos vasútvonalon, szintén Louhans-nál, amelynek nehézkes vasszerkezetét („ketrecét”) 2010-ben modern konstrukció váltotta fel; a Ratenelle melletti másik hídat már korábban használaton kívüli helyezték.
Települések a folyó partján:
- Bletterans
- Louhans
- Branges
- Cuisery

A Seille viszonylag hosszabb, bal oldali mellékfolyója a Solnan (62 km) és a Sâne Vive (vagy: Sane, 47 km).